# Serra do Timóteo
A Serra do Timóteo é uma formação geográfica localizada no município brasileiro de Timóteo, no estado de Minas Gerais. Embora esteja situada em uma região de relevo ondulado, a serra se destaca em relação às áreas vizinhas, com uma altitude máxima de 753 metros. Tem 3 168,02 hectares (h) de sua extensão protegidos por uma área de proteção ambiental (APA), denominada APA Serra do Timóteo, criada pela lei municipal nº 2.451 de 4 de junho de 2003 e regulamentada em 2015.

## Descrição

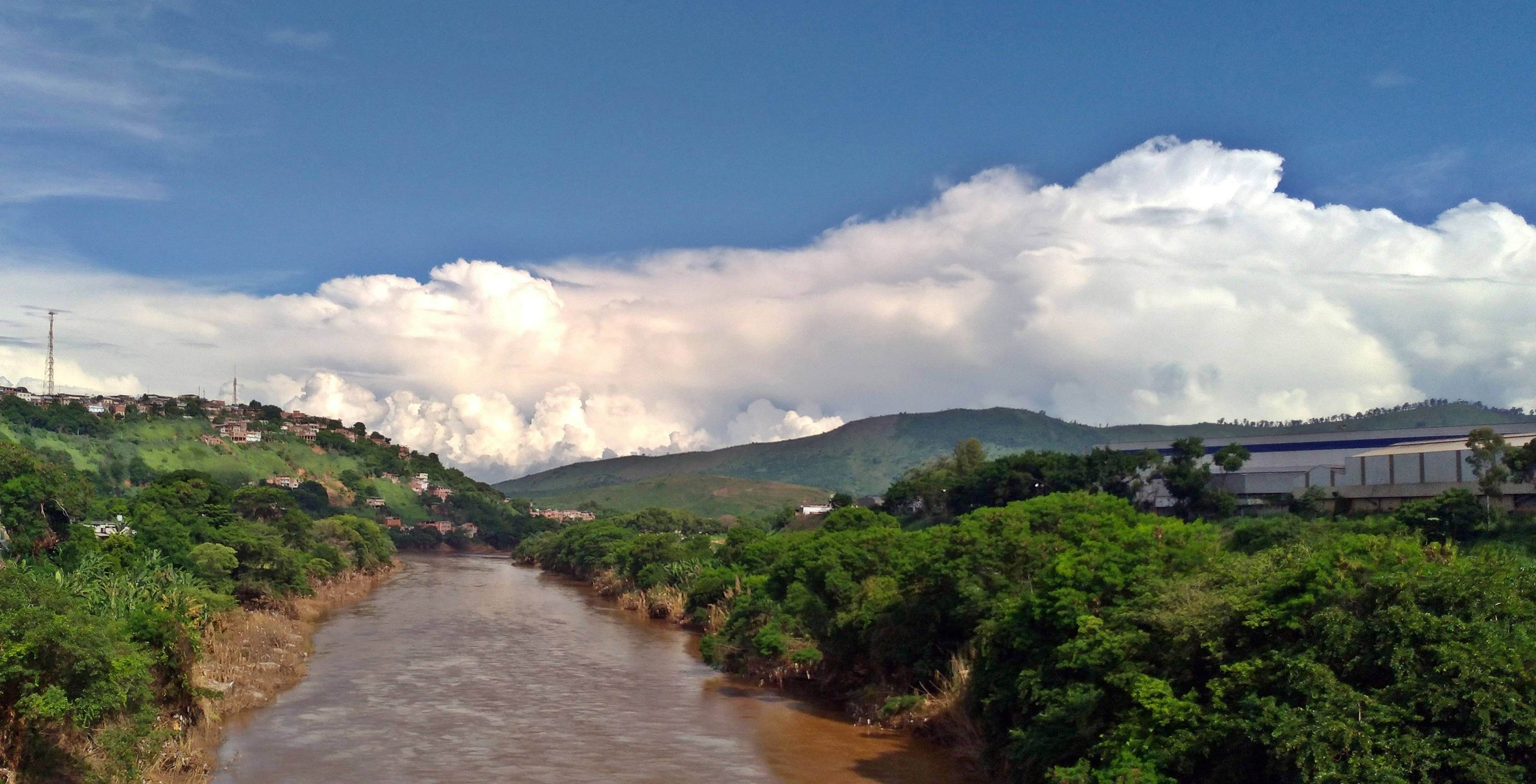
Rio Piracicaba e a Serra do Timóteo ao fundo vistos da "ponte velha"

A formação geográfica está situada entre a zona urbana de Timóteo e o Parque Estadual do Rio Doce (PERD), sendo considerada uma zona de amortecimento dessa reserva. Dentro do perímetro delimitado como área de proteção ambiental estão localizadas mais de 40 nascentes, que drenam as bacias principais do rio Piracicaba e do ribeirão do Belém. Destacam-se também as microbacias do ribeirão Timóteo e córregos Celeste, Limoeiro, Licuri, Seco e Alegre. O bioma original é a Mata Atlântica, com incidência de brejos formados pelos cursos hídricos.
Há poucas áreas de visitação na serra, restritas a algumas trilhas e mirantes. Uma parte da APA é abrangida pelo Projeto Oikós, centro de educação ambiental da Aperam South America estruturado para visitas da comunidade cujo acesso se dá pelo bairro Primavera. No bairro Macuco há um centro de visitações gerido pelo Instituto Estadual de Florestas (IEF) para manutenção do Parque Estadual do Rio Doce.

## Degradação

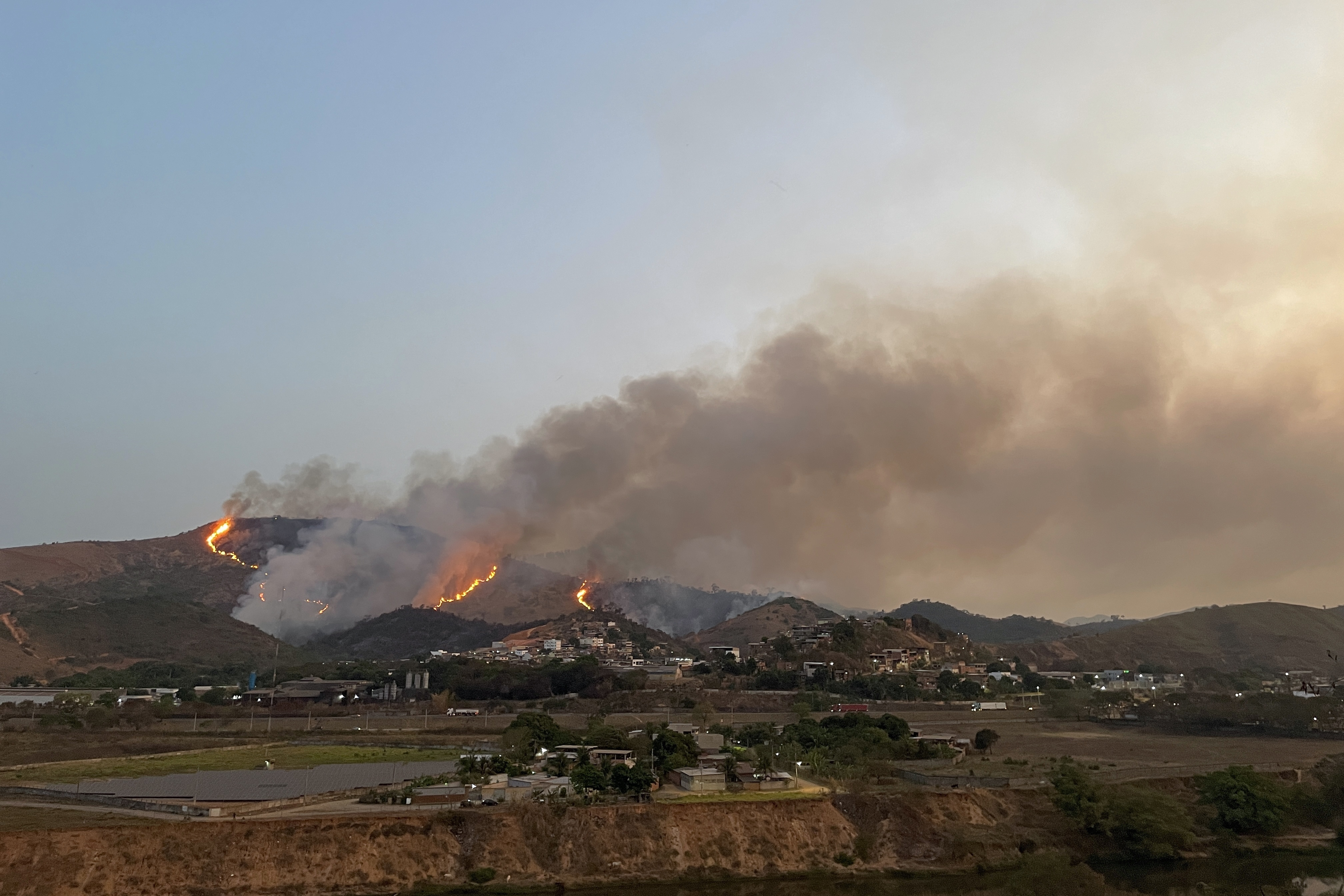
Incêndio na Serra do Timóteo visto de Fabriciano em setembro de 2024

Apesar de possuir uma considerável biodiversidade vegetal e animal, a APA possui ameaças diversas, sobretudo a ocorrência de incêndios e a expansão urbana das áreas vizinhas. Também é considerável a quantidade de nascentes da serra que secaram. Quando criada em 2003, a área protegida era de 44 km², abrangendo 32% do território do município. Com sua regulamentação aprovada pela Câmara Municipal em 2015, foi reduzida para 31 km², retirando de sua abrangência 9 km² já urbanizados e outros 4 km² de áreas passíveis à urbanização. Entre 2021 e 2024, foi discutida a aprovação do Plano de Manejo da APA, prevendo a execução de empreendimentos imobiliários já planejados e a flexibilização do crescimento urbano no entorno.
Em julho de 2024, dois hectares da APA, perto do bairro Alegre, foram desmatados irregularmente para a execução de um loteamento. A obra foi embargada pelo Pelotão de Meio Ambiente da Polícia Militar. Em setembro de 2024, um incêndio de sete dias de duração afetou a área de proteção, podendo ser visto de vários pontos do Vale do Aço. Além da destruição do meio ambiente e da poluição do ar, o fogo também atingiu linhas de transmissão de energia que passam pelo local, provocando falta de energia em Timóteo, Coronel Fabriciano e Marliéria no dia 23.